# Blestemul Chalionului
Blestemul Chalionului (2001) (titlu original The Curse of Chalion) este un roman fantasy scris de Lois McMaster Bujold. În 2002 a câștigat premiul Mythopoeic și a fost nominalizat la premiile Hugo, World Fantasy și Locus.

## Intriga
Castilarul Lupe dy Cazaril se întoarce distrus în regatul Chalionului, deși are doar 35 de ani. "Caz", cum îi spun apropiații, a apărat un castel în timpul unui asediu îndelungat, dar i s-a ordonat ulterior de către superiorii săi să îl predea. Oamenii săi au fost răscumpărați, dar el a fost omis de pe listă, ajungând sclav al temuților roknari și petrecându-și 19 luni pe o galeră, înainte de a fi eliberat de o flotă ibraneză.
Revenit în Valenda, cetatea copilăriei sale, cere și primește ajutorul provincarei. El este însărcinat să îi fie învățător nepoatei acesteia, Iselle, sora vitregă a rigăi Orico. Când aceasta este chemată în cetatea capitală împreună cu fratele ei, Teidez, castilarul se vede nevoit să o urmeze, deși știe că acolo îl așteaptă dușmanilori săi de moarte, frații dy Jironal, cei care l-au vândut roknarilor.
În Cardegoss, Caz vede cum cel mai mare dintre frații dy Jironal conduce din umbră regatul, fiind ascultat în toate de riga Orico. Deși încearcă să treacă cât mai neobservat, Cazaril nu mai poate sta deoparte când regele Orico aprobă căsătoria prințesei Iselle cu Dondo, cel mai mic dintre frații dy Jironal. Într-un efort disperat, recurge la magia neagră, deși știe că aceasta va trimite pe lumea cealaltă atât sufletul lui Dondo, cât și sufletul său. Spre marea sa surpriză, Dondo moare, dar el rămâne în viață, aflând că sufletul lui Dondo a rămas închis în trupul său, sub forma unei tumori care crește continuu. Pe lângă asta, Cazaril capătă abilitatea de a vedea aura celor din jur.
În acest mod, el vede că asupra membrilor Casei Chalionului tronează o aură neagră, despre care află că este un blestem datând din urmă cu câteva generații. Singura cale de a-l îndepărta o reprezintă trei morți voluntare în sprijinul Casei Chalionului, dar Cazaril speră că și căsătoria Isellei cu cineva din afara Casei ar putea avea același efect. Și, când Teidez moare, iar sănătatea rigăi Orico se deteriorează vizibil, Cazaril pleacă spre Ibra pentru a perfecta căsătoria Isellei cu moștenitorul acestui regat, Bergon.
Călătoria are loc pe ascuns, deoarece dy Jironal știe că, dacă riga Orico va muri - după cum o arată semnele - singura persoană care mai stă între el și tronul Chalionului este Iselle. Prințesa îi scapă printre degete și se căsătorește cu Bergon, care se dovedește a fi un băiatul de pe galerele roknare pentru a cărui viață fusese dispus Cazaril să se sacrifice în timpul sclaviei sale.
Spre disperarea lui Cazaril, căsătoria nu alungă blestemul; mai mult, acesta se întinde acum și asupra Casei Ibrei. Sosit în grabă pentru a pune capăt acestei trădări - după cum o consideră el - dy Jironal îl străpunge cu sabia pe Cazaril, dar este ars de viu de către Crăiasa Primăverii, care folosește trupul castilarului pentru acest lucru și pentru a lua blestemul de pe Casa Chalionului. Se dovedește astfel că cele trei morți profețite căzuseră toate pe umerii lui Cazaril: când acceptase să se sacrifice pentru a împiedica măritișul Isellei, când îl împiedicase pe dy Jironal să o ucidă pe Iselle după căsătorie și, ținând cont că Bergon devenise parte a Casei Chalionului, sacrificiul făcut în trecut pe galerele roknare se alătură celorlalte două.
Iselle și Bergon devin reină și rigă a Chalionului și Ibrei, iar Cazaril este făcut Cancelar, primind-o de soție pe slujitoarea Isellei, față de care nutrea o dragoste secretă.

## Asemănări cu istoria reală
Regatul Chalionului se aseamănă cu Spania medievală a secolului al XV-lea, în perioada în care Isabela I a Castiliei și Ferdinand al II-lea de Aragon și-au unit regatele, punând bazele Spaniei.
Și geaografia locurilor seamănă cu aceea a peninsulei iberice din acea perioadă, așezată cu capul în jos: Chalion este Castilia, Ibra cuprinde Aragon și Valencia, sudul Ibrei este Catalonia, Brajar este Portugalia, principatele roknari sunt Andaluzia, iar Darthaca este Franța.

## Universul Chalionului
vezi Universul Chalionului
Atât acțiunea din Blestemul Chalionului, cât și din continuarea sa, Paladinul sufletelor (2003), se petrec în regatul Chalion. Acțiunea celei de-a treia cărți, Vânătoarea sfântă (2005), se petrece cu câteva sute de ani înainte.
Lumea creată de Bujold are cinci zei, intenția ințială a autoarei fiind să îi trateze separat pe fiecare în câte o carte. Cele trei cărți apărute până acum îi au în centrul lor pe trei dintre ei: Fiica, Bastardul și Fiul.